# نخستین یافته‌های زندگانی

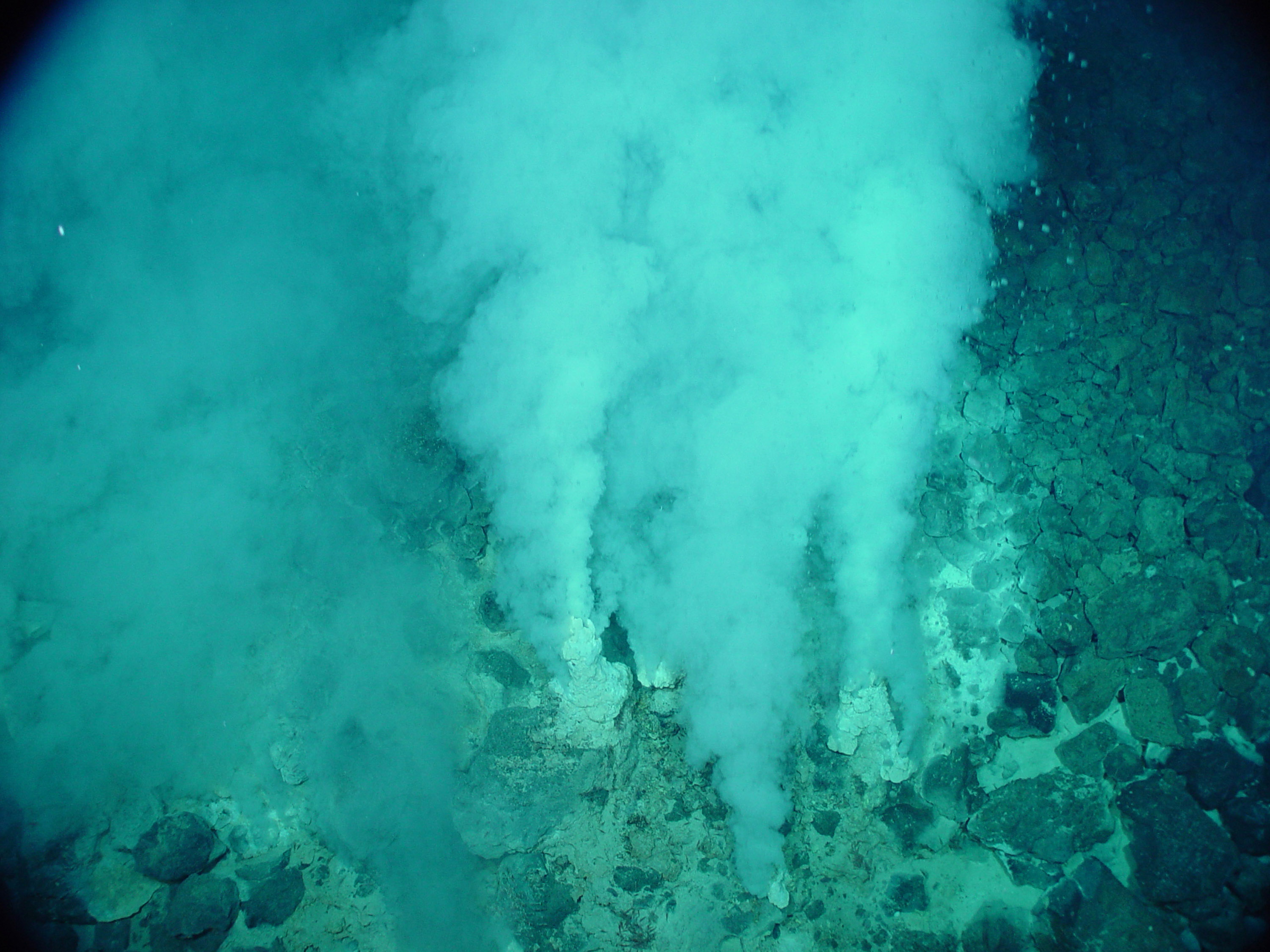
شواهدی از احتمالاً قدیمی‌ترین اشکال حیات روی زمین در رسوبات دریچه هیدروترمال یافت شده است.

شواهد نخستین شکل‌های شناخته‌شده حیات روی زمین به میکروارگانیسم‌های فسیل‌شده در ته‌نشینی دریچه گرمابی برمی‌گردد که برای نخستین بار در زمین حدود حداقل ۳٫۷۷ میلیارد سال پیش، یا احتمالاً ۴٫۲۸ میلیارد سال، یا حتی ۴٫۴۱ میلیارد سال ظاهر شد. این واقعه اندکی پس از تشکیل اقیانوس‌ها حدود ۴٫۵ میلیارد سال پیش و بعد از تشکیل زمین حدود ۴٫۵۴ میلیارد سال پیش روی داد. نخستین شواهد مستقیم از حیات بر روی زمین به میکروفسیل‌های میکروارگانیسم‌های معدنی شده در ۳٫۴۶۵ میلیارد سال پیش در استرالیا برمی‌گردد.